# Palamondo
El Palamondo de Cadempino  es un centro de usos múltiples construido en el año 2005 por iniciativa de organización de Hockey Sayaluca, con capacidad para unos 1500 espectadores. La estructura se considera probablemente una de las más avanzadas en un campo de hockey en línea, por lo que no es sorprendente, que en 2006 y en 2007, ha sido sede de dos ediciones de los campeonatos de Europa de esta disciplina. El Palamondo también acoge eventos de otros deportes como el baloncesto (juegos del Massagno SAM, equipo de la liga suiza que juega en la Serie A), voleibol (voleibol Lugano, Suiza Serie A), y kickboxing.